# 9495 Eminescu
9495 Eminescu este un asteroid din centura principală, denumit după poetul român Mihai Eminescu. A fost descoperit în 1971 la Observatorul Palomar, California. 

## Caracteristici
Este situat la o distanță medie de 250 milioane kilometri de Terra și face o rotație completă în jurul Soarelui în 3,23 ani. Diametrul asteroidului 9495 Eminescu nu depășește 6 kilometri. Se poate apropia la 140.000.000 kilometri de Pământ.
Prezintă o orbită caracterizată de o semiaxă majoră egală cu 2,1862819 u.a. și de o excentricitate de 0,1292308, înclinată cu 4,64915° față de ecliptică.

## Denumirea asteroidului
Când fost descoperit, la 26 martie 1971, de către astronomii americani C. J. van Houten, I. van Houten-Groeneveld și T. Gehrels de la Observatorul Palomar, aceștia l-au numit simplu 9495. În anul 2000, an care a fost declarat „anul Eminescu”, președinta Comitetului Național Român de Astronomie, Magda Stavinschi, a anunțat că Uniunea Astronomică Internațională (IAU) i-a atribuit asteroidului 9495 numele lui Mihai Eminescu.